# 木村幸俊
木村 幸俊（きむら ゆきとし、1949年（昭和24年）6月20日 - ）は、日本の財務官僚。東京国税局長、関税局長、国税庁長官。商工組合中央金庫副社長。神奈川県横須賀市出身（父は長野県、母は神奈川県）。血液型はA型。

## 来歴
東京大学法学部第1類（私法コース）卒業後、大蔵省に入省。主税局総務課長、福岡国税局長、大臣官房審議官（主税局担当）、東京国税局長を経て、2003年（平成15年）財務省関税局長、2005年（平成17年）国税庁長官を歴任し、2006年（平成18年）退官。
退官後は、損害保険料率算出機構副理事長を経て、2008年（平成20年）7月商工組合中央金庫副理事長、同年10月に株式会社化後、同副社長に就任。
2020年、瑞宝重光章受章。

## 略歴
- 1968年（昭和43年）3月 栄光学園高等学校卒業（同期に五味廣文、天野万利、望月晴文など）
- 1972年（昭和47年）3月 東京大学法学部第1類（私法コース）卒業[2]
- 1972年（昭和47年）4月 大蔵省入省（理財局総務課）
- 1974年（昭和49年）5月 ケンブリッジ大学留学[4]
- 1976年（昭和51年）7月 証券局総務課企画係長[5]
- 1977年（昭和52年）7月 磐田税務署長
- 1978年（昭和53年）7月 主税局税制第二課長補佐
- 1979年（昭和54年）7月 主税局総務課長補佐（歳入）[6]
- 1981年（昭和56年）7月 主税局税制第一課長補佐（所得税）[7]
- 1982年（昭和57年）6月 主計局調査課長補佐
- 1983年（昭和58年）6月23日 主計局法規課長補佐[8]
- 1985年（昭和60年）6月 主計局主計官補佐（地方財政係主査）
- 1987年（昭和62年）7月1日 大臣官房企画官兼大臣官房調査企画課
- 1988年（昭和63年）6月15日 東京国税局間税部長
- 1989年（平成元年）6月23日 大臣官房文書課広報室長
- 1990年（平成2年）7月5日 総務庁行政管理局管理官
- 1992年（平成4年）7月7日 主計局主計官（地方財政、補助金、大蔵担当）
- 1994年（平成6年）7月 主計局主計官（文部、科学技術、文化担当）
- 1995年（平成7年）5月26日 主税局税制第一課長
- 1996年（平成8年）7月12日 主税局総務課長
- 1997年（平成9年）7月15日 福岡国税局長
- 1998年（平成10年）7月1日 大臣官房審議官（主税局担当）
- 2001年（平成13年）1月6日 財務省大臣官房審議官（主税局担当）
- 2002年（平成14年）7月9日 東京国税局長
- 2003年（平成15年）7月8日 関税局長
- 2005年（平成17年）7月13日 国税庁長官
- 2006年（平成18年）7月28日 退官
- 2006年（平成18年）9月 損害保険料率算出機構副理事長
- 2008年（平成20年）7月 商工組合中央金庫副理事長
- 2008年（平成20年）10月 株式会社商工組合中央金庫代表取締役副社長